# Trigonachras cuspidata
Trigonachras cuspidata är en kinesträdsväxtart som beskrevs av Radlk. Trigonachras cuspidata ingår i släktet Trigonachras och familjen kinesträdsväxter. Inga underarter finns listade i Catalogue of Life.